# Trehörnan, Småland
Trehörnan är en sjö i Vimmerby kommun i Småland och ingår i Motala ströms huvudavrinningsområde.